# Nachthaie
Die Einteilung der Lebewesen in Systematiken ist kontinuierlicher Gegenstand der Forschung. So existieren neben- und nacheinander verschiedene systematische Klassifikationen. 
Das hier behandelte Taxon ist durch neue Forschungen obsolet geworden oder ist aus anderen Gründen nicht Teil der in der deutschsprachigen Wikipedia dargestellten Systematik.
Die Nachthaie (ehemals Hypoprion) stellen eine heute nicht mehr anerkannte Gattung von drei oder vier nahe verwandten Arten innerhalb der Requiemhaie (Carcharhinidae) dar. Sie umfasste den Atlantischen Nachthai (C. signatus) sowie die beiden indopazifischen Arten Pondicherryhai (C. hemiodon) und Hartnasenhai (C. macloti). Unsicher ist die Stellung des erst 1986 erstmals beschriebenen Glattzahn-Schwarzspitzenhai (C. leiodon), aufgrund der Zahnform wurde er jedoch ebenfalls zu den Nachthaien gestellt. Früher wurden die Nachthaie als eigene Gattung Hypoprion geführt, neuere Untersuchungen stellen sie jedoch zur Gattung Carcharhinus.

## Aussehen und Merkmale

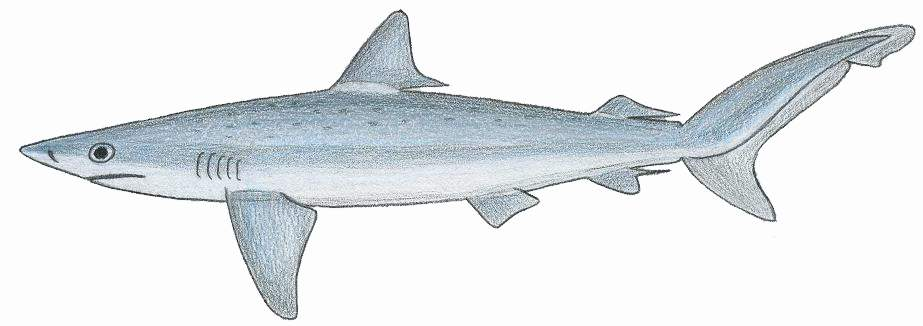
Atlantischer Nachthai (Carcharhinus signatus)

Die Nachthaie teilen mit den anderen Arten der Gattung Carcharhinus das äußerliche Erscheinungsbild inklusive des fehlenden Spritzloches. Sie unterscheiden sich von ihnen durch den Aufbau der Zähne im Oberkiefer, die bei ihnen nur basal grob gesägt, an der Spitze und an den Schneiden jedoch glatt sind.